# John Haugeland
John Haugeland (* 13. März 1945; † 23. Juni 2010) war ein US-amerikanischer Philosoph.
John Haugeland war Professor an der Universität von Chicago und dort Leiter des Fachbereichs für Philosophie. Zuvor hatte er an der University of Pittsburgh und der University of California, Berkeley gelehrt. Haugeland war Mitglied des Palo Alto Research Center.
Bekannt ist John Haugeland vor allem für das Akronym GOFAI (Good old fashioned artificial intelligence) und den damit verbundenen Begriff, den er in seinem Buch Artificial Intelligence: The Very Idea (1985) geprägt hatte. Der Begriff soll die klassische künstliche Intelligenz nach Marvin Minsky und Herbert A. Simon, die sich mit der Manipulation symbolischer Repräsentationen befasst, von neueren Ansätzen abgrenzen, die sich mehr auf die Wahrnehmung der Umwelt eines Systems beziehen und oftmals eher reaktiv sind (z. B. Neuronale Netze).
Haugeland beschäftigte sich vor allem mit der Philosophie des Geistes, Kognitionswissenschaft, Phänomenologie und Martin Heidegger.

## Veröffentlichungen
- Mind Design (1981) (Hrsg.). MIT Press
- Artificial Intelligence: The Very Idea (1985).  Cambridge, Mass.: MIT Press.
- Mind Design II Second Edition (1997) (Hrsg.). Cambridge, Mass.: MIT Press
- Having Thought: Essays in the Metaphysics of Mind (1998). Harvard University Press.
- Rationality and Theory Choice (in Vorbereitung) (Haugeland, J and Conant, J, Hrsg.). Chicago, Ill.: University of Chicago Press.